# Kanton Rosières-en-Santerre
Kanton Rosières-en-Santerre (fr. Canton de Rosières-en-Santerre) byl francouzský kanton v departementu Somme v regionu Pikardie. Skládal se z 20 obcí. Zrušen byl po reformě kantonů 2014.

## Obce kantonu
- Bayonvillers
- Beaufort-en-Santerre
- Bouchoir
- Caix
- La Chavatte
- Chilly
- Folies
- Fouquescourt
- Fransart
- Guillaucourt
- Hallu
- Harbonnières
- Maucourt
- Méharicourt
- Parvillers-le-Quesnoy
- Punchy
- Rosières-en-Santerre
- Rouvroy-en-Santerre
- Vrély
- Warvillers